# Ctenolita
Ctenolita is een geslacht van vlinders van de familie slakrupsvlinders (Limacodidae).

## Soorten
- C. anacompa Karsch, 1896
- C. argyrobapta Karsch, 1899
- C. auribasalis (Holland, 1893)
- C. chrostisa Karsch, 1896
- C. epargyra Karsch, 1896
- C. melanosticta (Bethune-Baker, 1909)
- C. nobilior (Holland, 1893)
- C. pyrosomoides (Holland, 1893)
- C. tristis Hering, 1949
- C. zernyi Hering, 1949